# モーションブラー

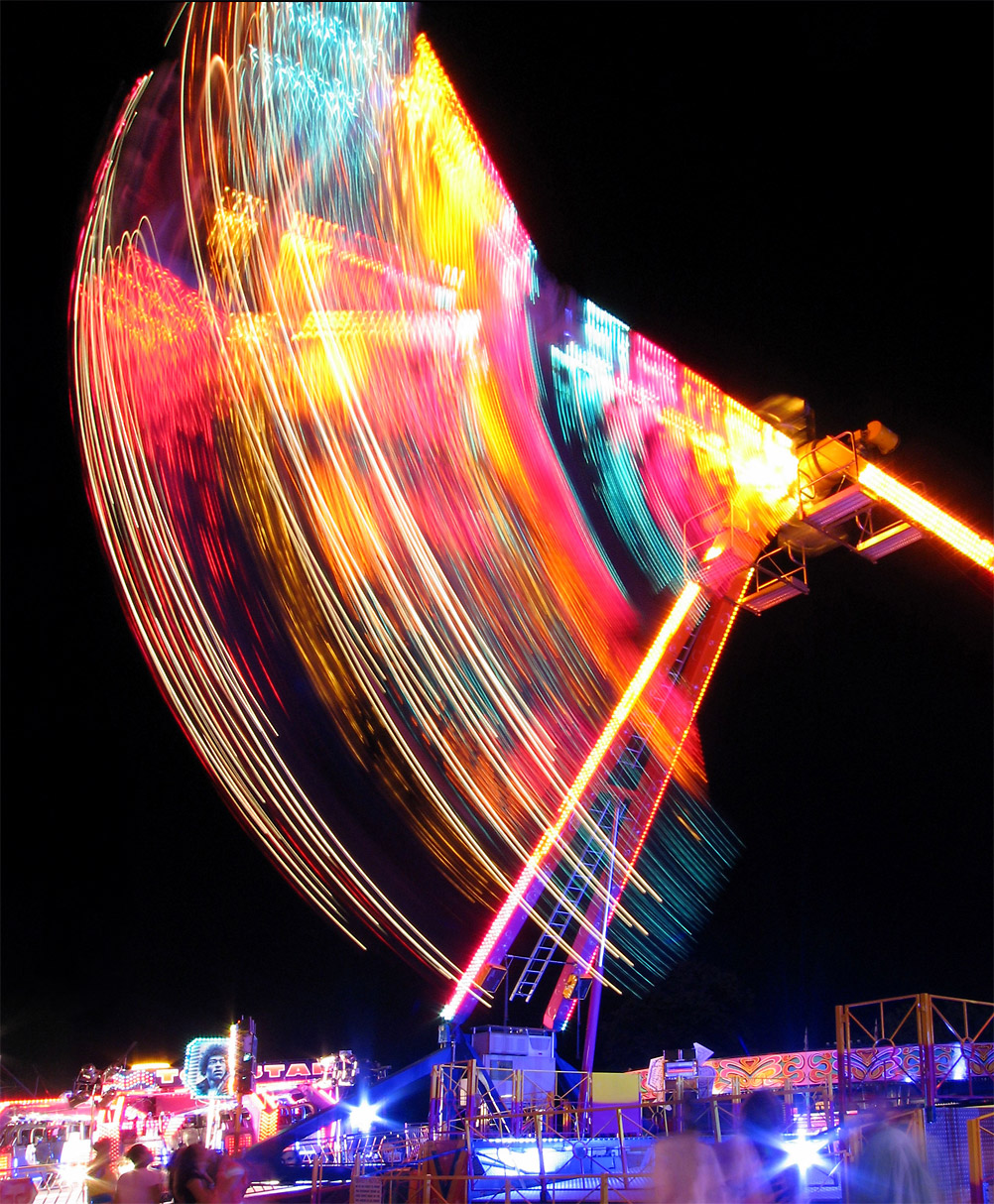
モーションブラーを利用した動きの表現

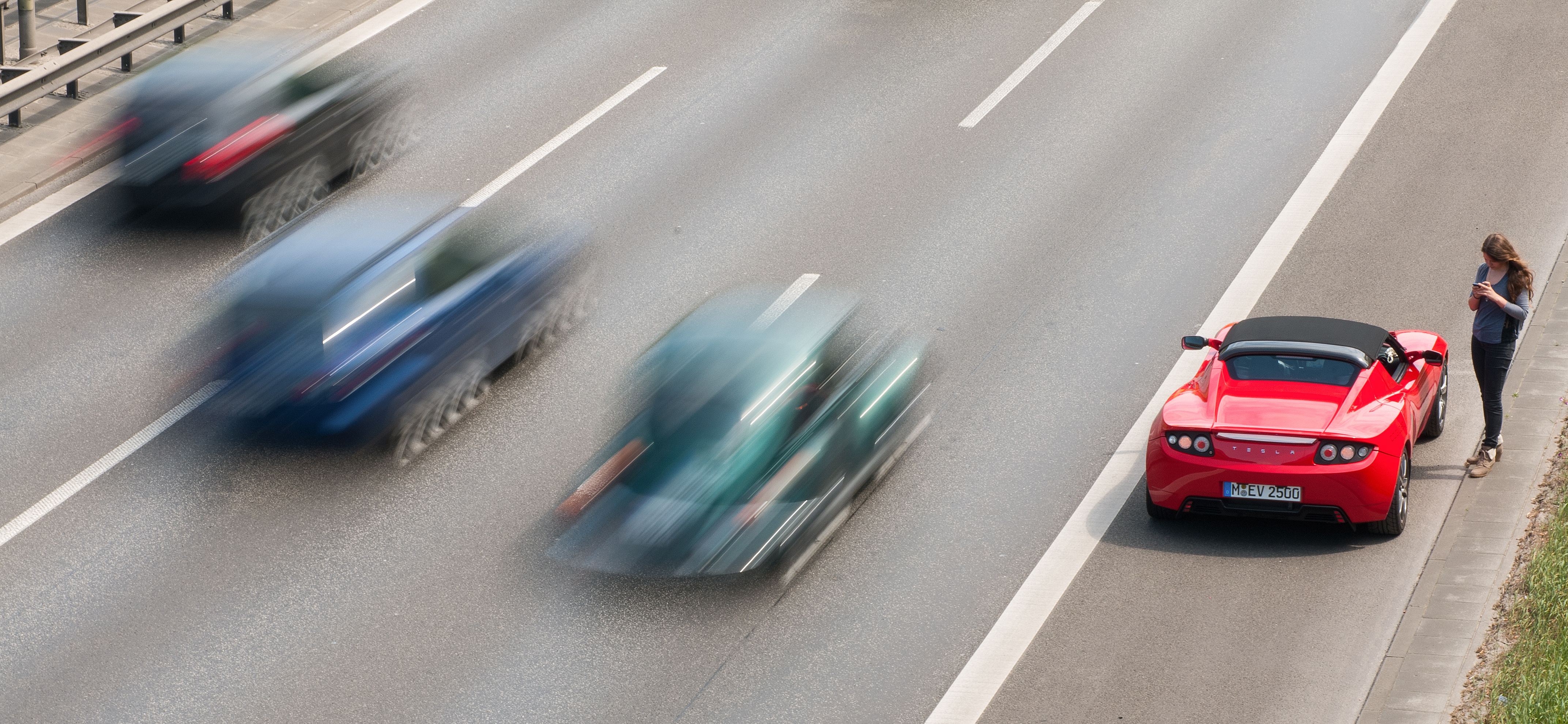

モーションブラー (motion blur) とは、動いている被写体をカメラで撮影した時に生じるぶれ。被写体ぶれ。

これに対し、動いている被写体にカメラを追随させて撮影する手法は流し撮り、カメラドリーを参照。

## 写真におけるモーションブラー
写真の世界では長年、このモーションブラーを抑えていかにクリアな画像（=静止したかのような画像）を得るかが、技術上の大きな課題だった。それには露光時間（シャッター速度）を極力短くする必要があり、シャッター機構の改良とフィルムの高感度化、ストロボ装置の開発が進められることになった。また、近年ではデジタルカメラにおいて手ぶれ補正機構が開発され、比較的遅いシャッター速度でも手ブレが生じにくいカメラが現れている。もっとも、この技術はあくまでも「手ぶれ」を防止するものであって、被写体ぶれまでは防げないことは注意を要する。
一方、動きを表現するため、人為的にモーションブラーの画像効果を加えることもある。また、写真の作例のように、意図的に長時間露光を行なうことにより、あえてモーションブラー効果（この場合はネオン管の照明を強調している）を発生させる撮影方法も確立している。

## 映画撮影におけるモーションブラー
古くからある特撮手法である、1コマごとに撮影した静止画を繋げて動きを表現するストップモーション・アニメーション（コマ撮り）においては、撮影されたフィルム（ビデオ）を普通に再生すると、一般的な動画と比較した場合にどこかカクカクとしたぎこちなさを感じる。なぜなら、実際に動いている物体を撮影した場合に必ず生じるはずの「ブレ」がないため、見ている人間が（意識する、しないにかかわらず）ブレの無いことを見極めてしまうことから、違和感が生じるのである。したがって、撮影した画像に対してこのモーションブラーをなんらかの方法で加え、再生した際に自然な動きのように見せる方法が模索されていた。
特撮制作会社のインダストリアル・ライト&マジックは、1980年公開の映画『スター・ウォーズ エピソード5/帝国の逆襲』で雪の惑星ホスに棲息する哺乳型生物トーントーンや四足歩行兵器AT-ATの特撮の際、低速度撮影（シャッター速度を落として故意に被写体のブレを生じさせる）と、動きをコンピュータ制御したカメラ（モーション・コントロール・カメラ）の併用により、カメラの前を通過する宇宙船のスピード感の表現に成功し、特殊合成撮影の新次元を開拓した。
これを応用・発展させた手法が、1980年公開の映画『ドラゴンスレイヤー』で初めて試みられたゴー・モーションである。従来のストップモーションにおいては、支柱に乗った操り人形を操演担当者が手で動かして1コマずつ撮影していたが、本作ではコンピュータ制御の可動支柱を使用し、人形を動かしながら低速度撮影してブレを生じさせることにより、画期的なリアリティの表現に成功している。ただし、支柱をマット合成で消去するなどの手間がかかるのが難点だったことから、普及には至らなかった。
1993年公開の映画『ジュラシック・パーク』では、当初はフィル・ティペットによるストップモーションアニメに、CGのモーフィング技術を応用してモーションブラーを追加する方法で動く恐竜の映像を製作する予定であったが、CG技術の進歩により、劇中に登場する恐竜はフルCGのものに取って代わられることとなった。今日のCGアニメーションにおいてもモーションブラーの再現は重要であり、多くのCGアニメーション制作ソフトウェアには効率よくブラーを生成する機能が搭載されている。
手描きアニメーションにおいて、モーションブラーを疑似的に表現する手段として、輪郭線がブレたように変形する表現が用いられており、業界用語で「オバケ」と呼ばれている。

### モーションブラー現象
意図せずにモーションブラーが発生すると、カメラの前を飛ぶハエなどの昆虫の残像が高速で飛び回る棒状の生物であるかのように映るため、スカイフィッシュのような未確認生物と誤認されることもある。